# بيريزنا (تشيرنيهيفسكا)
بيريزنا (Березна) هي مدينة في مقاطعة تشيرنيهيفسكا في أوكرانيا.
يبلغ عدد سكانها حوالي 4912 نسمة.